# エルブス過硫酸酸化
エルブス過硫酸酸化（エルブスかりゅうさんさんか、英: Elbs persulfate oxidation）は、有機化学における合成反応で、過硫酸カリウム (K2S2O8) を用いた芳香族化合物の酸化反応である。フェノール類のパラ位を酸化して2価のフェノールとする反応、電子豊富なベンゼン環上のメチル基をホルミル基に変える反応が知られる。
いくつかの総説が発表されている。

## フェノール類の酸化
エルブス過硫酸酸化には、過硫酸カリウムと強塩基とを用いる。
フェノール類のヒドロキシ化の反応機構は、フェノキシドの共鳴構造である para-カルバニオンへ、過硫酸アニオンの O−O 部位が攻撃するものとして理解されている。カルバニオンが求核剤、硫酸イオンが脱離基として、O−O 部位の酸素上で求核置換反応が起こるものとも見なせる。いったん生じる中間体の硫酸エステルが加水分解を受けて2価のフェノールとなる。
エルブス過硫酸酸化の収率は一般にそれほど高くなく、基質の回収も多い。反応が完結する前に過硫酸塩が消費されてしまうためである。副反応として、フェノール類が過硫酸塩の分解を触媒してしまうことが示唆されている。

アニリン誘導体をヒドロキシ化する反応も知られ、ボイランド・シムズ酸化 (Boyland-Sims oxidation) と呼ばれる。その反応ではアニリンのオルト位が優先的に酸化される。

## メチル基の酸化
同様の反応条件により、電子豊富なベンゼン環上のメチル基をホルミル基に酸化し、アルデヒドを得る反応が知られる。
{\displaystyle {\ce {{Ar-CH3}+{K2S2O8}+{OH^{-}}->{Ar-CHO}}}}